# انسان‌گرایی سکولار

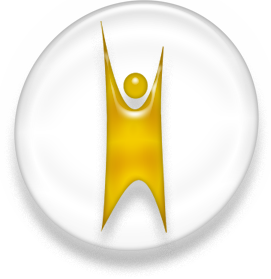
نشان (انسان شادمان) کاربردی انسان گرایان جهان است. این نماد به شکل انسانی است که قامت خود را برای دستیابی به توانایی‌های نهفته‌اش کشیده‌است.

انسان‌گرایی سکولار یا اومانیسم سکولار، فلسفه‌ای بر پایهٔ خرَد، منش نیک و دادگری است؛ و به‌ویژه، هر گونه پایهٔ فراطبیعی و دینی برای منش را رد می‌کند. به نظر اومانیست‌های سکولار، اخلاقیات، هیچ وابستگی با دین ندارد؛ مانند دیگر گونه‌های اومانیسم، انسانگرایی سکولار، بر روی روش‌هایی که به زندگی شاد آدمی می‌انجامد پافشاری می‌کند.
واژهٔ انسان‌گرایی سکولار در قرن بیستم برای روشن کردن جدایی آن با انسان‌گرایی دینی درست شد. یک مفهوم مشابه «انسان‌گرایی علمی» است که ای اُ ویلسون زیست‌شناس نامدار آن را چنین بازگو کرده‌است: «تنها جهان‌بینی که با افزایش دانستنی‌های دانش دربارهٔ جهان واقعی و قوانین طبیعت می‌خواند».

## اصول
- نیاز به آزمایش اعتقادات-این باور که دگماها، ایدئولوژی‌ها و سنت‌ها، چه مذهبی، چه سیاسی و چه اجتماعی باید سبک و سنگین شوند و آزمایش شوند و تنها با ایمان باور نشوند.
- خرد، مدرک و روش علمی-تعهد به استفاده از خرد انتقادی، مدارک واقعی علمی، روش‌های تحقیق و تفحص به جز ایمان و عرفان و تصوف، برای یافتن راه حل‌ها برای مشکلات انسان و پاسخ‌گویی به مسائل مهم انسان.
- کامیابی، رشد و خلاقیت-اهمیت و اولویت به کامیابی، رشد و خلاقیت برای اشخاص و کل نوع بشر.
- جستجوی حقیقت-جستجوی مداوم برای یافتن حقایق عینی، با این درک که دانستنی‌های نو و آزمایش‌های تازه به‌طور همیشگی دریافت ناکامل ما را تغییر می‌دهند.
- این زندگی-توجه به این زندگی و تعهد به معنادار کردن آن با فهم بهتر از خودمان، تاریخ‌مان، پیشرفت‌های عقلانی و هنری مان و نگرش کسانی که با ما متفاوت اند.
- ارزش‌های اخلاقی-پژوهش روی انواع اشخاص، قوانین اجتماعی و سیاسی اخلاقیات و رفتار، قضاوت دربارهٔ آنها بر پایهٔ توانایی آنها برای بهتر کردن زندگی انسان و مسئولیت اشخاص.
- ساختن جهان بهتر-تعهد به خرد، تبادل آزاد اندیشه‌ها، نیک‌خواهی و تحمل نظرات. ترقی با ساختن جهانی بهتر برای خودمان و فرزندانمان.

## ارتباط با دیگر مفاهیم
انسان‌گرایی سکولار به‌طور ویژه مورد توجه بیخدایان، ندانم‌گرایان، آزاداندیشان، خردگرایان، تجربه‌گرایان، شک‌گرایان و ماده‌گرایان است.
انسان‌گرایی سکولار از چند جهت با انسان‌گرایی دینی متفاوت است:
- انسان‌گرایان مذهبی روی مراسم مذهبی تأکید دارند؛ ولی انسان‌گرایان سکولار اغلب به این‌طور مراسم علاقه‌مند نیستند.
- برخی انسان‌گرایان سکولار تجربه‌های عمیقی در زندگی دارند مشابه تجارب دینداران، ولی آنها را مانند دینداران تعبیر نمی‌کنند.
- برخی از اومانیست‌های بدون دین، ولی مذهبی، از واژه الهی به عنوان یک استعاره به‌جای خدای سنتی که قبول ندارند، عنوان استفاده می‌کنند. انسان‌گرایان سکولار همهٔ این مسائل را استعاراتی برای حقایقی می‌دانند که ریشه در جهان ماده دارند.
- برخی انواع انسان‌گرایی، برای نمونه انسان‌گرایی مسیحی شامل باور به خدا هستند که به‌طور سنتی تعریف شده‌اند. انسان‌گرایان سکولار ایده خدا و فراطبیعی را به خاطر غیرمنطقی بودن رد می‌کنند و باور دارند این مفاهیم برای حل کردن مسائل انسانی سودی ندارند.

درحالی‌که برخی خود را اومانیست سکولار می‌نامند، برخی ترجیح می‌دهند که تنها از واژه اومانیست (انسان‌گرا) سود برند. انسان‌گرایی و انسان‌گرایی سکولار اشتراکات اصلی را دارا هستند؛ ولی انسان‌گرایی سکولار تأکید ویژه روی غیرمذهبی بودن آن دارد، ولی انسان‌گرایی آن را مهم نمی‌داند و انواع انسان‌گرایی بیدین ولی مذهبی را نیز دربر می‌گیرد. انسان‌گرایی خود را یک موضع زندگی می‌داند.
انسان‌گرایی سکولار هوادار سکولاریسم در معنای وسیع است. سکولاریسم یک مفهوم کلی است و روی محدودیت‌های برداشت‌های دینی و فراطبیعی در مسائل اجتماع و حکومت تأکید می‌کند. انسان‌گرایی سکولار علاوه بر آن، یک دیدگاه جامع دربارهٔ زندگی، شامل تصدیق ارزش انسان و ارزش اخلاقیات را به آن می‌افزاید.

## انسان‌گرایی سکولار مدرن
در برخی از نقاط جهان، انسان‌گرایی سکولار خودش را در کشمکش با بنیادگرایی دینی می‌یابد؛ به ویژه در مسئله جدایی دین از سیاست. جناح‌هایی از انسان‌گرایان سکولار، ادیان را خرافی، عقب‌افتاده و عامل کوته‌فکری می‌دانند؛ درحالی‌که اکثریت بنیادگرایان دینی، انسان‌گرایی سکولار را تهدیدی برای ارزش‌هایی می‌دانند که به گفتهٔ آنها در داخل کتاب‌های دینی‌شان چون قرآن یا انجیل وجود دارد.
با اینکه سازمان‌های انسانگرایی سکولار در بسیاری از نقاط جهان وجود دارند، یکی از بزرگ‌ترین این سازمان‌ها (نسبت به جمعیت) در نروژ هست.

## انسان‌گرایان سکولار برجسته
چند تن از انسان‌گرایان سکولار نامی:
- آیزاک آسیموف
- آلبر کامو
- ابن وراق
- ای اُ ویلسون
- استیو آلن
- برتراند راسل
- تسلیمه نسرین
- پاول کورتز
- پیتر سینگر
- دنیل دنت
- جرمی بنتام
- جین رودنبری
- جولیان هاکسلی
- جان لنون
- ریچارد داوکینز
- لینوس پاولینگ
- فیلیپ پولمن
- سلمان رشدی
- کارل سیگان
- مایکل شرمر
- نوآم چامسکی
- بنتو اسپینوزا